# 第百五十六号哨戒特務艇
第百五十六号哨戒特務艇（だいひゃくごじゅうろくごうしょうかいとくむてい）は、日本海軍の未成特務艇（哨戒特務艇）。第一号型哨戒特務艇の63番艇。

## 艇歴
マル戦計画の特務艇、第2121号艦型の156番艇、仮称艦名第2276号艦として計画。1945年3月7日、有限会社福島造船鉄工所で起工。5月5日、第百五十六号哨戒特務艇と命名されて第一号型哨戒特務艇の63番艇に定められ、本籍を佐世保鎮守府と仮定。7月2日、本艇の工事中止が発令された。同日付で第百五十六号哨戒特務艇は特務艇類別等級別表から削除され、本籍を佐世保鎮守府とした仮定を解かれた。
また、同日付で海防艇の諸艇が命名され、特務艇類別等級別表への登載と仮定本籍の設定が行われた。第一号型哨戒特務艇と海防艇との関係については、それぞれの記事を参照のこと。
なお、本艇は第一号型哨戒特務艇の中で、起工しながら戦時中に建造中止が発令された唯一の艇である。